# Évacuation de l'or de la Banque de France
L'Évacuation de l'or de la Banque de France est un épisode de la Seconde Guerre mondiale. Il concerne des opérations qui se sont déroulées de septembre 1939 à juin 1940, date de l'arrivée des troupes allemandes sur le sol français.

## Contexte et prémisses
Forte de l’expérience des guerres de 1870 et 1914, la France se prépare dès le début des années 1930 à l’éventualité de devoir évacuer le stock d'or détenu par la Banque de France pour le mettre en sécurité.
Le 4 février 1930, une instruction générale du ministère de l’Intérieur (Direction de la Sûreté générale du ministère de l’Intérieur = « deuxième bureau ») détaille les mesures de sauvegarde à prendre en cas de guerre dans les parties du territoire exposées aux atteintes de l’ennemi.
En 1932, une note interne émanant du gouverneur de la Banque de France prescrit de « dégager les encaisses or des succursales situées à la frontière et de les rapatrier vers l’intérieur du pays » dans une zone limitée au Nord par la Loire, à l’Est par le Rhône, au Sud par les Pyrénées.
Le 24 avril 1933, une copie de cette instruction est adressée au secrétaire général de la Banque de France (contexte de montée des tensions après l’arrivée d’Hitler au pouvoir en Allemagne). On procède, dès le printemps 1933, à l’évacuation d’une partie de l’or des succursales frontalières et de Paris vers les comptoirs du Mans, de Mont-de-Marsan, Poitiers, Rodez, Aurillac, Flers, L’Aigle et Lisieux. Le convoyage se fait par camions : une soixantaine de convois de cinq véhicules (soit 300 camions).
Cette première expérience entraîne la création au niveau du secrétariat général de la Banque de France d’une « sous-commission d’évacuation et de repliement » présidée par le contrôleur général Gaston Rousseau. Ainsi, en mai 1934, la sous-commission entérine la création d’une deuxième zone d’évacuation dite « zone de sécurité » proche des ports de la Manche et de l’Atlantique dans l’éventualité d’une évacuation par mer. La zone comprend une cinquantaine de succursales de l’ouest et du centre de la France. La sous-commission se charge de régler dans les moindres détails les opérations d’évacuation proprement dites : procédures de sécurité, itinéraires, liens avec les services de l’État, caractéristiques des caisses, moyens de transport, etc. À partir de 1934, les réserves d’or et de monnaies sont systématiquement transférées vers la zone de sécurité.
Dès 1936, tout l’or des succursales de province de la Banque de France est stocké dans la zone de sécurité. Mais ce n’est pas le cas pour Paris, qui conserve une bonne part de son or : il n’est prévu de l’évacuer qu’une fois une guerre déclarée. Et même alors, une partie du stock devra rester à Paris.
En 1938, nouvelle montée des tensions à l’occasion de la crise des Sudètes.
Entre septembre et octobre 1938, 396 camions et 160 wagons de 10 tonnes acheminent les réserves conservées dans la Souterraine jusque vers la zone de sécurité. Il ne reste alors plus à Paris que 18 milliards de francs-or. Le reste (34 milliards de francs-or) a été mis à l’abri. Ainsi, un an avant la guerre, l’or français se trouve réparti de telle manière qu’il puisse faire l’objet d’une évacuation rapide en cas de besoin : au 31 août 1939, sur une encaisse totale de 96 milliards de francs-or, 78 milliards sont dans la zone de sécurité.
Le stock d’or de la Banque de France fin 1938 s’élève à 2 169 tonnes, (NB : les chiffres varient selon les sources).

## Les opérations pendant ladrôle de guerre(septembre 1939 - mars 1940)
À partir du 5 septembre 1939, 79,5 tonnes d’or polonais sont évacuées vers Lublin et de là en chemin de fer jusqu’à Constanza en Roumanie. Quatre tonnes iront à Bucarest où elles seront stockées à la Banque nationale de Roumanie. Le reste est chargé sur le pétrolier britannique Eocene à destination d'Istanbul où l’or est chargé sur des wagons le 20 septembre et convoyé par voie ferrée jusqu’à Beyrouth (sous mandat français) où il arrive vers la mi-septembre,,.
Le 14 septembre 1939, la Bayonnaise part de Marseille vers Ajaccio avec huit caisses contenant 2 milliards de francs en billets destinés à la Banque de Syrie et du Grand Liban. À Ajaccio, l’argent est transféré sur le croiseur Émile Bertin qui arrive à Beyrouth le 21 septembre 1939. Là, on lui confie l’évacuation de 68 tonnes d’or polonais. Cet or est transporté jusqu’à Toulon sur le croiseur Émile Bertin, et les contre-torpilleurs Vauban et Épervier : le croiseur Émile Bertin parvient à Toulon le 27 septembre. Les deux contre-torpilleurs une semaine plus tard. L’or est alors transporté jusqu’à la succursale de Nevers où il reste jusqu’en mai 1940, sous la surveillance d’employés de la Banque nationale de Pologne. Ce stock fera partie du convoi qui partira de Lorient le 18 juin 1940 à destination de Casablanca puis Dakar.
Le 4 novembre 1939, entrée en vigueur de la clause « cash and carry » qui permet aux nations alliées (France et Royaume-Uni pour l’essentiel) de recevoir une aide matérielle de la part des États-Unis : elle oblige les bénéficiaires à payer et à assurer eux-mêmes le transport avec la contrainte de ne pas stationner plus de 24 heures dans un port américain. D’où le choix du port de Halifax,, au Canada, où le matériel arrive des États-Unis par voie ferrée.
Une « task force » est mise en place au départ de Toulon : la « Force Z ». Elle comprend deux croiseurs (Marseillaise, Jean de Vienne), un cuirassé (Lorraine) et des torpilleurs et contre-torpilleurs d’escorte. Le contrôleur général Pierre Rousseau va suivre l’opération jusqu’à Halifax. Le 14 novembre 1939, elle part de Toulon chargeant 1 500 caisses sur le Lorraine, 550 sur Marseillaise et Jean de Vienne. L’Aigle ouvre la route, l’escorte est constituée des torpilleurs Fortuné et Railleuse et des contre-torpilleurs Lion et Simoun. 19/11/1939 : passage de Gibraltar ; 27/11/1939 : arrivée aux Bermudes ; 01/12/1939 : arrivée à Halifax. De là, l’or est transféré dans un train blindé jusqu’à la Federal Reserve Bank de New York,. Pierre Rousseau accompagne le convoi : il restera aux États-Unis jusqu’à la fin de la guerre. La Force Z repart vers la France avec du matériel de guerre.
Le 9 novembre 1939, les autorités belges décident d’évacuer une partie de leur or vers la France, : les 235 tonnes d’or concernées sont à Bordeaux et Libourne au début de l’année 1940.
En décembre 1939, on décide d’un deuxième convoi de 100 tonnes d’or français au départ de Brest, qui seront déposées sur le compte ouvert au nom de la Banque de France à la Federal Reserve Bank de New York. 1 198 caissesprovenant des succursales bretonnes sont transportées jusqu’à Brest où elles sont chargées sur le croiseur Dunkerque qui part le 11 décembre 1939. Le représentant de la Banque de France est Henry de Bletterie. L’escorte est constituée des contre-torpilleurs Mogador, Volta, Le Triomphant, Le Terrible » et Valmy, et du croiseur Gloire. Le 17 décembre 1939, le Dunkerque arrive à Halifax, où Pierre Rousseau prend l'or en charge.
Au total, ce sont alors 200 tonnes d’or qui ont gagné les États-Unis.
Le 15 janvier 1940 un convoi de 60 tonnes d’or (dont 15 d’or français et 40 d’or britannique) est envoyé vers Beyrouth par trois navires au départ de Toulon : croiseur Tourville, contre-torpilleurs Vauban et Aigle. Il arrive à Beyrouth le 25 janvier 1940 et est transporté en train jusqu’à Istanbul.
En mars 1940, 150 tonnes d’or à destination de Halifax (3 000 caisses, environ 7 milliards de francs-or) est transporté au départ de Toulon par la « Force X » : 4 croiseurs et cuirassés (Algérie, Bretagne, Victor Schœlcher et Colbert. Pol Gargan représente la Banque de France. 07/03/1940 : le convoi part de Toulon direction Mers el-Kébir avec 3000 caisses dans les soutes du Bretagne. 10/03/1940 : passage de Gibraltar ; 14/03/1940 : Madère ; 22/03/1940 : arrivée à Halifax. Puis la « Force X » repart vers Brest avec son lot de pièces et matériel militaire.
Ainsi, fin mars 1940, 350 tonnes d’or ont gagné les États-Unis et le système d’évacuation est rodé : la Banque de France, la gendarmerie, les autorités locales et la Marine nationale ont appris à coopérer.

### L'or norvégien évacué par les Britanniques
Cet épisode ne concerne pas l'or de la Banque de France, et n'a pas impliqué la Marine française pour son transport, mais il annonce ce qui va suivre après les offensives de la Wehrmacht. Il n'est donc pas inutile de le mentionner, les forces françaises étant alors impliqués dans la bataille de Narvik.
Du 19 avril au 25 mai 1940, la flotte britannique évacue l’or de la Norvège vers la Grande-Bretagne. 50 tonnes d’or transportées par train depuis Oslo jusqu’à Åndalsnes, où un premier chargement sur le HMS Galatea qui se dirige vers la Grande-Bretagne. Le reste est transporté dans une vingtaine de camions jusqu’à Molde, où il est chargé sur le HMS Glasgow qui prend la direction de Tromsø puis se dirige vers la Grande-Bretagne avec à son bord la famille royale et le gouvernement de Norvège. Le stock restant (qui n’a pas pu être chargé sur le HMS Glasgow en raison des bombardements allemands) est chargé sur le vapeur Driva qui subit une attaque : l’or est alors transféré sur cinq autres navires. Puis, à Frøya l’or est transféré sur les navires Alfhild II et Stølvåg qui arrivent à Tromsø le 8 mai 1940. L’or y est transféré sur le HMS Enterprise qui prend la direction de Harstad, qu’il quitte le 25 mai 1940 direction Scapa Flow puis Greenock où l’or est débarqué. Il est d’abord stocké à Londres. Il sera ensuite transféré au Canada.

## Accélération des opérations à partir de mai 1940

### Contexte
En France, tout va s’accélérer à partir du 10 mai 1940 et de l’offensive éclair de la Wehrmacht vers les Pays-Bas, la Belgique et la France. Le 14 mai 1940, la décision est prise d’évacuer tout l’or français hors de l’Hexagone. Lucien Lamoureux (ministre des Finances) confie la tâche au gouverneur de la Banque de France Pierre Fournier. L'or toujours présent sur le territoire français devra être évacué par les trois ports suivants : Brest, Le Verdon et Toulon. L’opération est supervisée par le gouverneur de la Banque de France en lien avec l’Amirauté, et exécutée par le secrétaire général René Favre-Gilly. Les opérations vont alors devoir se dérouler dans l’urgence, sur des routes et dans des ports souvent encombrés par les réfugiés civils et les troupes en retraite.
Pour bien comprendre le chaos qui règne alors, rappelons ceci : l’opération Dynamo d’évacuation de Dunkerque (337 829 combattants évacués entre le 26 mai et le 3 juin 1940) est suivie des opérations « Cycle » et « Ariel » qui vont permettre l’évacuation de 191 870 combattants (141 171 Britanniques, 18 246 Français, 24 352 Polonais, 4 938 Tchèques, 163 Belges) à partir des ports du Havre, Cherbourg, Saint-Malo, Brest, Lorient, Saint-Nazaire, Bordeaux, Le Verdon, Bayonne, Saint-Jean-de-Luz, et également Toulon. De Brest, ce sont 32 584 combattants (dont 28 145 Britanniques) qui sont évacués le 17 juin 1940 avec une bonne partie de leur matériel : le lendemain, les commandos français et britanniques procèdent à la démolition du port.
C’est dans cette ambiance de fin du monde, et parmi d'autres opérations d'évacuation, que vont se dérouler les diverses opérations de transport de l’or encore présent sur le territoire français entre la mi-mai et le 25 juin 1940.

### Les opérations
Le 16 mai 1940, l'ordre est donné d’évacuer 400 tonnes à partir de Toulon et Brest
Le regroupement de l’or vers Toulon se fait sans incident majeur et s’achève le 18 mai au matin. Le soir même, les 200 tonnes sont chargées sur le porte-avions Béarn. C’est le contrôleur général Barreau qui supervise l’opération et accompagne le chargement. Le 19 mai, le porte-avions Béarn escorté par les torpilleurs Mars et Tempête prend la mer, direction Casablanca, puis Madère (point de ralliement avec le convoi de Brest) et enfin Halifax.
À Brest, c’est le contrôleur général Jean Faure qui supervise l’opération et accompagne le chargement. Le regroupement de l’or, en provenance de Vannes, Quimper, Morlaix, Rennes et Paris s’avère compliqué dans une France du Nord déjà menacée par l’invasion allemande. Malgré tout, le 20 mai ce sont 4 233 caisses d’or (200 tonnes) qui ont été regroupées dans la succursale de Brest. Elles sont chargées sur les croiseurs Émile Bertin et Jeanne d'Arc qui prennent la mer le 21 mai.
Le 25 mai, le convoi de Brest retrouve le convoi de Toulon au large de Madère : ils mettent dès lors le cap vers Halifax où ils parviennent le 1er juin 1940. De là, l’or est chargé dans un train blindé qui le mène à la Federal Reserve Bank de New York. Le Béarn reste à quai pour prendre livraison d’avions et matériel militaire. L’Émile Bertin repart vers Brest dès le lendemain 2 juin 1940.
Le 24 mai 1940, on confie à Charles Moreton, directeur de l’office des changes de Paris, la mission d’organiser le transfert de plus de 200 tonnes d’or au départ de Bordeaux, en provenance d’une dizaine de succursales du Centre de la France (transport par wagons : de Périgueux, Brive, Tulle, Libourne, Rodez, Villefranche). Le lendemain, il est à pied d‘œuvre à Bordeaux aidé par cinq gardes mobiles et 35 militaires (dont cinq gradés). Le 29 mai 1940, l’or est transbordé au port de Pauillac sur le Ville d’Oran. La destination finale prévue est Halifax. Le navire appareille le lendemain, 30 mai 1940, direction Le Verdon, puis au large de La Pallice. Ce n’est que le 3 juin 1940 qu’ordre est reçu d’appareiller vers Casablanca. 6 juin 1940 : arrivée à Casablanca où l’or est débarqué. C’est finalement sur le croiseur américain USS Vincennes que l’or est chargé le 10 juin. Le navire appareille le 11 juin, direction New York. Charles Moreton repart vers la France le 14 juin et arrive au Verdon le 19 juin. Sur place, c’est le chaos. Mais il va se voir confier une nouvelle mission.
Le 31 mai 1940, la succursale de Brest a réceptionné 213 tonnes d’or. Le contrôleur général Jean Poisonnier supervise l’opération et accompagne le chargement. Le tout est chargé sur le paquebot Pasteur qui prend la mer le 2 juin au soir, escorté (jusqu’au 3 juin) par les contre-torpilleurs Gerfaut et Milan. Le Pasteur parvient à Halifax le 7 juin 1940 : l’or est déchargé et prend la direction de la succursale de la Banque royale du Canada à Ottawa où il sera stocké.

#### L'épisode antillais
Le 9 juin 1940, l’Émile Bertin arrive à Brest au quai des flotilles de Laninon. C’est le capitaine de vaisseau Battet qui assure le commandement. Il doit prendre en charge 254 tonnes d’or qui sont arrivées à Brest. Le contrôleur général Katow supervise l’opération et accompagne le chargement. Le chargement est achevé le 10 juin et l’Émile Bertin appareille aussitôt, précédé du Gerfaut. À 23 heures, le contre-torpilleur laisse le croiseur poursuivre seul sa route vers Halifax à une vitesse supérieure à 20 nœuds : les U-boots sont désormais très présents dans l’Atlantique nord et il convient donc de ne pas traîner. Le 18 juin 1940, l’Émile Bertin arrive à Halifax où l’accueil est glacial : la veille, le maréchal Pétain a annoncé qu’il fallait cesser le combat. La méfiance des Canadiens et Britanniques est palpable.
Alors qu’on se prépare à débarquer l’or de l’Émile Bertin, un contrordre de l’Amirauté française au capitaine de vaisseau Battet interrompt l’opération. Trois heures plus tard un télégramme de l’Amirauté donne ordre de quitter Halifax et de rejoindre Fort-de-France. Sans informer les autorités britanniques et canadiennes de ces nouvelles instructions, l’Émile Bertin procède au ravitaillement en vivres et carburant. Ce n’est que le 21 juin à 18 heures, après de nombreuses négociations, que l’Émile Bertin peut quitter Halifax, suivi à bonne distance par le croiseur anglais HMS Devonshire (qui devra renoncer à poursuivre faute de mazout).
Au même moment le Béarn et le Jeanne d’Arc ont quitté Halifax et font route vers Brest, et le Pasteur fait le trajet de New York vers Brest : le 18 juin, ils reçoivent l’ordre de rejoindre Fort-de-France.
Le Pasteur arrive à Fort-de-France le 22 juin 1940 avec sa cargaison de canons. Le Béarn et la Jeanne d’Arc arrivent à Fort-de-France le 27 juin 1940 avec leurs cargaisons d’avions. L’Émile Bertin arrive à Fort-de-France le 22 juin 1940 avec l’or,,. Le 23 juin, deux croiseurs britanniques, le HMS Dunedin et le HMS Fiji se présentent devant Fort-de-France. Les Britanniques envisagent de couler le navire contenant l’or pour empêcher qu’il ne tombe entre des mains ennemies, mais ils en seront dissuadés par les Américains, qui ne souhaitent pas de bataille navale dans leur zone d’influence. L’or de l’Émile Bertin va être transféré et stocké dans les casemates du Fort Desaix en Martinique à partir du 28 juin 1940. Il y restera sous haute surveillance jusqu’à la fin de la guerre. L’Émile Bertin, resté mouillé à la Martinique, où il sera désarmé en 1942.
La présence de l’or de la Banque de France entraîne le blocus total par les navires anglais et américains de l'île de la Martinique,. Il y restera sain et sauf jusqu'à la fin du conflit.

#### Évacuation vers Casablanca et Dakar

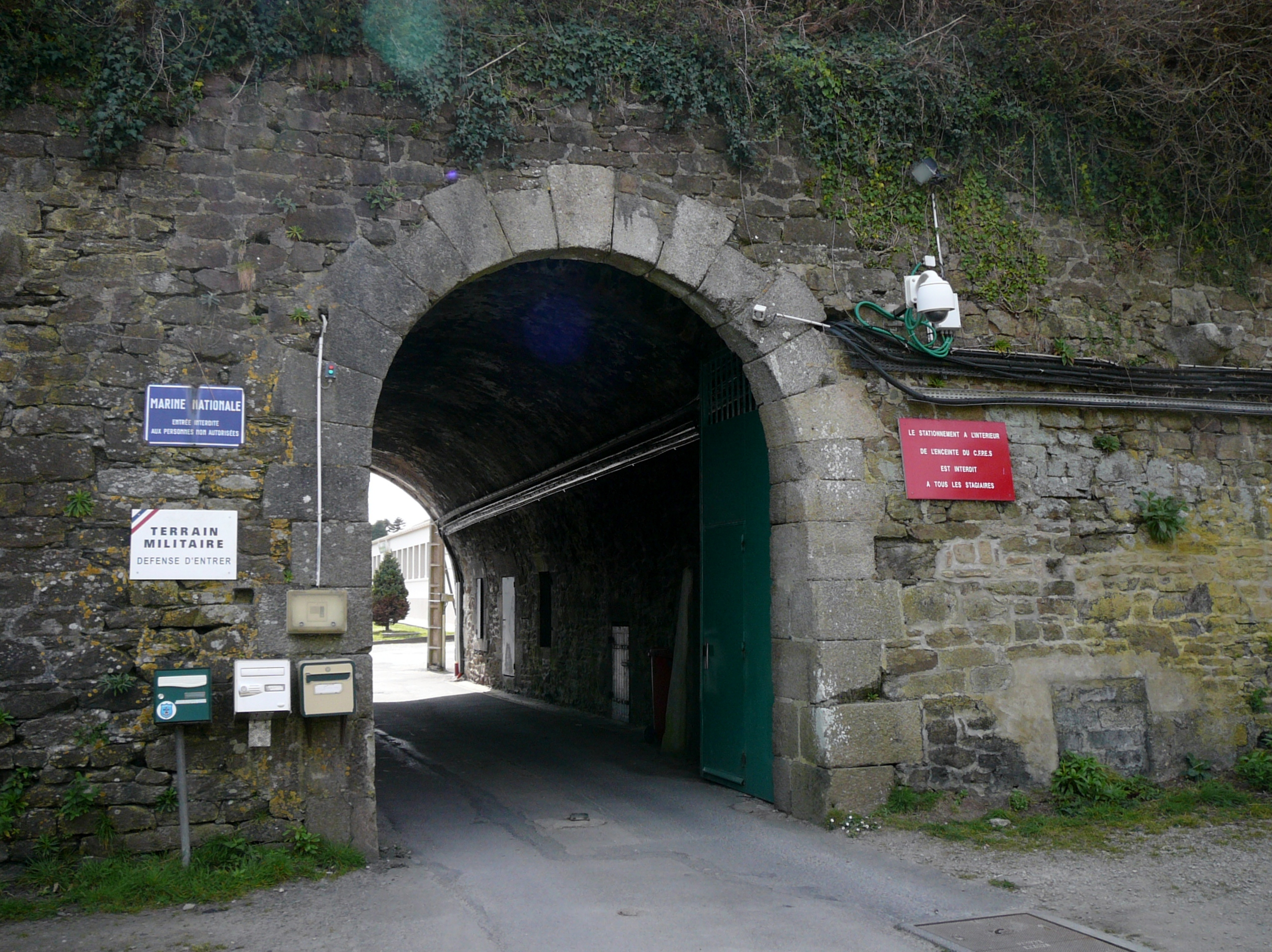
Entrée du fort du Portzic

Pendant ce temps-là, le transfert le plus important est en cours : le 30 mai 1940 on confie à Félix Stiot, chef de service au siège de la Banque de France à Paris le convoiement vers Brest de l’or des succursales de l’ouest et du centre de la France. Ce sont 16 000 caisses et sacoches : un total d’environ 900 tonnes d’or. Arrivé à Brest le 31 mai 1940, Félix Stiot rencontre le vice-amiral Brohan qui met à sa disposition la casemate du Fort du Portzic pour le stockage de l’or (les quantités étant trop importantes pour être stockées près des quais de Laninon). Le rassemblement de l’or prendra 14 jours (jusqu’au 13 juin) : l’or provient de 60 succursales (Quimper, Nantes, Redon, Vannes, Saint-Brieuc, Millau, Le Mans, Angers, Bergerac, Cholet, Cognac, Niort, Saintes, Saint-Lô, Rennes, Laval, Saumur, Les Sables-d’Olonne, Mende…) par voie ferrée jusqu’à l’arsenal puis par camion militaire jusqu’au Portzic.
C’est à Bernard Gontier, de la Banque de France, (arrivé à Brest le 9 juin 1940) qu’est confiée l’évacuation de l'or par bateau. Il l'accompagnera jusqu’à destination. Ce n’est que le 14 juin que la liste des navires est connue : le Ville d’Oran, le Ville d’Alger, l’El Djezaïr, l’El Mansour, et l’El Kantara. La flotte sera placée sous le commandement de l’amiral Cadart.
C’est dans une ambiance chaotique, sous la menace d'attaques aériennes, les rumeurs de l’arrivée des troupes allemandes, l’évacuation concomitante des troupes britanniques, la difficulté à trouver des camions de transport, que se fait le transport de l’or du fort du Portzic vers les quais d’embarquement entre le 15 et le 18 juin.
À 18 h 45, le 18 juin 1940, les cinq navires, escortés par les contre-torpilleurs Épervier et Milan appareillent vers Casablanca, en même temps que toute la flotte encore basée à Brest. Peu avant minuit, ils sont rejoints par le torpilleur Épée escortant le croiseur Victor Schœlcher qui a chargé, à Lorient, environ 250 tonnes d’or, dont l’or polonais et belge, et qui doit également rejoindre Casablanca.
C’est au total un convoi d’environ 1 150 tonnes d’or qui se dirige vers les côtes du Maroc.
Le convoi parti de Brest arrive à Casablanca le 21 juin, celui de Lorient le 23 juin 1940. Le 23 juin, l’annonce par TSF de la signature de l’armistice (la veille 22 juin) a jeté la consternation. Le 24 juin 1940, les six navires transportant l’or, escortés par les contre-torpilleurs Épervier et Milan appareillent vers Dakar, rejoints le 27 juin par le cuirassé Richelieu. Le 28 juin 1940, le convoi arrive à Dakar avec 1 120 tonnes d’or. Un dernier convoi de 1 tonne d’or et 140 millions de francs en or et pièces est également parti de la succursale de Lorient, embarqué sur le chalutier terre-neuvas Clairvoyant. Le chalutier arrive à Casablanca le 24 juin ; la cargaison y est débarquée et mise à l’abri.
Les autorités de la Banque de France réalisent qu’environ 15 tonnes d’or n’ont pu trouver place dans les précédents convois. C’est à Charles Moreton, rentré à Bordeaux le 19 juin, que l’on va confier (le 21 juin) la mission de les évacuer. Il parvient à localiser le convoi de 200 caisses d’or venues de la Banque nationale suisse, en gare de Saint-Louis (près de Bordeaux). À cela s’ajoutent plusieurs centaines de sacs de devises (dollars et francs suisses), une centaine de caisses d’or préparées par la succursale de Bordeaux, et des caisses d’objets précieux (dont une caisse envoyée par la banque d’Indochine appartenant à l’empereur Bảo Đại).
Après de nombreuses péripéties et complications, le départ se fait du Verdon, sur le croiseur Primauguet. Ce navire, de retour des Antilles via Casablanca, était arrivé à Quiberon le 18 juin. Il rejoint Le Verdon le 21 juin. Il est pris pour cible par l’aviation allemande le 22 juin, ce qui le force à prendre le large. La cargaison est donc d’abord chargée au port sur le chalutier Geneviève, qui rejoint le Primauguet en pleine mer, peu avant l’aube du 23 juin, par une mer démontée, et sous une pluie battante. C’est dans ces conditions que la précieuse cargaison est transbordée sur le croiseur qui file alors à la vitesse de 28 nœuds, sans escorte, vers Casablanca où il arrive le 25 juin 1940 à 10 heures du matin avec Charles Moreton à son bord. Les valeurs seront stockées dans les coffres de la Banque d’État du Maroc.
Charles Moreton est alors chargé d’une nouvelle mission : faire l’inventaire des valeurs arrivées sur les nombreux navires qui ont trouvé refuge à Casablanca. Il y trouve notamment le chalutier Clairvoyant en provenance de Lorient (voir ci-dessus), le paquebot Marrakech en provenance de Brest (35 sacs de billets de banque, 256 colis de titres du Crédit lyonnais, 126 colis de la recette des finances de Brest), le chalutier Île de France venu de Bretagne (colis et sacs appartenant à la SNCF, aux PTT, et au Crédit lyonnais), le cargo Schiaffino venu de Bayonne (88 sacs de billets, 6 sacs d’or, 130 sacoches de pièces d’argent) : ces valeurs sont regroupées dans les caves de la Banque d’État du Maroc.
Le 3 juillet 1940, Charles Moreton reçoit mission de rejoindre Bernard Gontier à Dakar par voie aérienne en longeant la côte (par peur des attaques britanniques). Il y parvient le 5 juillet. À cette date, l’essentiel de l’or de la France a quitté l’Hexagone : il faut désormais le mettre à l’abri des convoitises de l’occupant et des alliés. En effet, à la suite du drame de Mers el-Kébir, il est décidé d'évacuer sous surveillance militaire l'or stationné dans le port de Dakar, vers l'intérieur du pays par la ligne de chemin de fer Dakar-Bamako. D'abord transféré vers le camp militaire de Thiès, à 70 km de Dakar, l'or est enfin conservé, sous la surveillance du personnel de la Banque de France et de façon durable, à Kayes, ville située à 500 km sur le même tronçon, actuelle frontière entre le Mali et le Sénégal.
Parmi les 1 130 tonnes d'or stockées à Kayes figuraient l'or belge et l'or polonais qui connaîtront un sort plus complexe que l'or français,,,.

## Épilogue

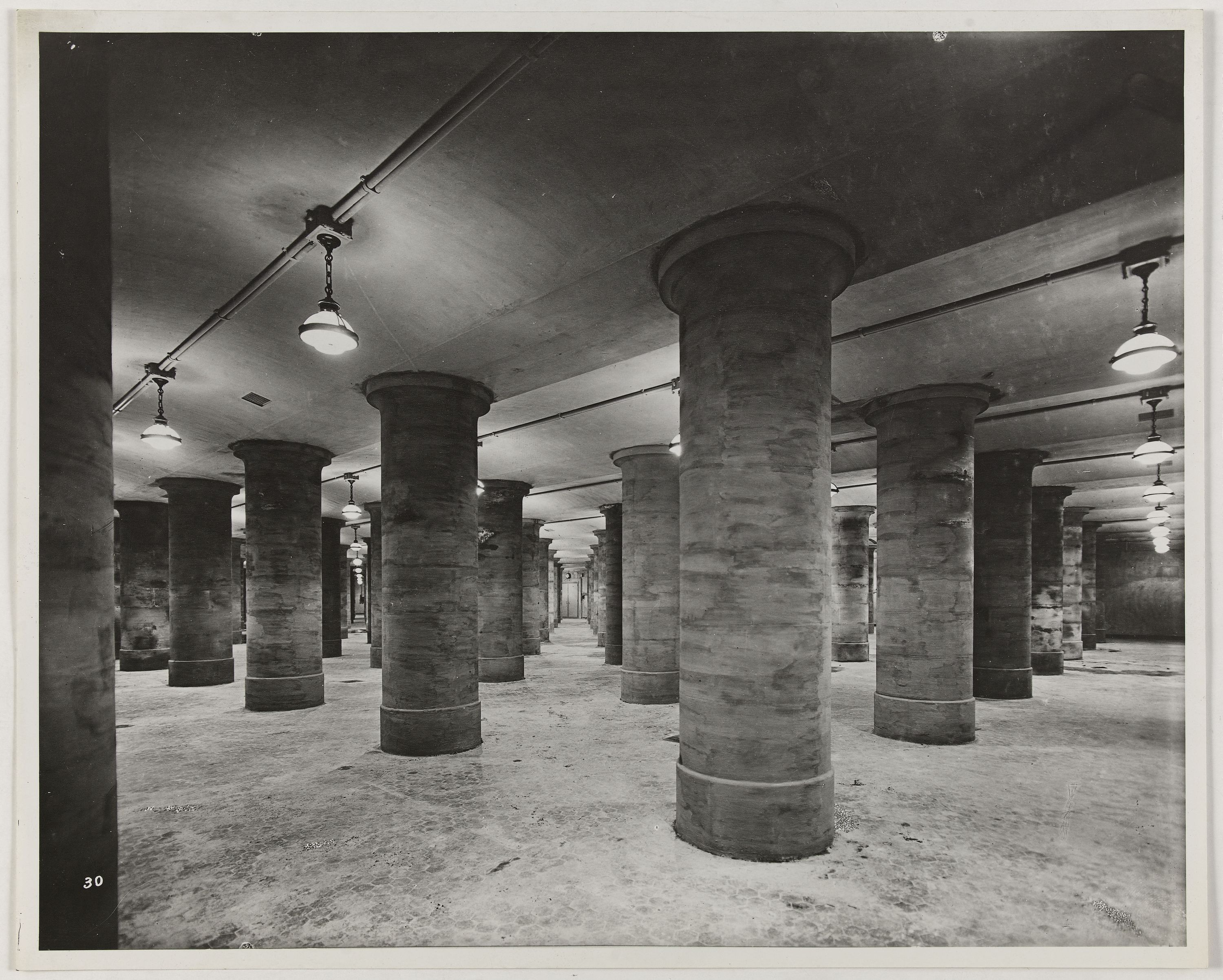
La Souterraine, au sous-sol de la Banque de France, où était stocké l'or.

Lorsque quatre officiers allemands se présentent à la Banque de France de Paris le 15 juin 1940 pour se faire ouvrir les coffres de la Souterraine, ils sont vides. Le 19 juin, les troupes allemandes entrent dans Brest, il ne reste plus un seul lingot d'or appartenant à l'État sur le territoire français. Le gouvernement de Vichy se dit prêt à céder ces réserves aux Allemands afin d’adoucir l’Occupation mais la Banque de France, qui à cette époque a toujours un statut privé, s'y refuse.
L'or sera rapatrié en France après la guerre. Son sauvetage a joué un rôle majeur dans la reconstruction du pays et a permis à la France de préserver son indépendance et de rester une grande puissance.
Les diverses opérations d'évacuation de l'or, dans des circonstances souvent chaotiques, rocambolesques ou tragiques n'ont, selon Lucien Lamoureux, occasionné aucune perte. Cependant Tristan Gaston-Breton fait état de 395 kg d'or déclarés perdus dont une caisse de 50 kg tombée à l'eau entre le fort du Portzic et le quai de Laninon à Brest,,.

## Liste des bateaux impliqués
| Lieu de départ | Date de départ | Étapes                      | Dates des étapes      | Navires de transport                                        | Lieu d'arrivée       | Date d'arrivée                   | Stockage                          | Quantité                  |
| -------------- | -------------- | --------------------------- | --------------------- | ----------------------------------------------------------- | -------------------- | -------------------------------- | --------------------------------- | ------------------------- |
| Lublin         | 05/09/39       | Constanza                   |                       | Eocene                                                      | UK                   |                                  | UK                                | 232 tonnes                |
| Lublin         | 05/09/39       | Constanza Istanbul Beyrouth | 21/09/39              | Émile Bertin Vauban Épervier                                | Toulon               | 27/09/1939 et début octobre 1939 | Nevers                            | 68 tonnes                 |
| Toulon         | 14/11/39       | Gibraltar Bermudes          | 19/11/1939 27/11/1939 | Lorraine Marseillaise Jean de Vienne                        | Halifax              | 01/12/39                         | Federal Reserve New York          | 100 tonnes                |
| Brest          | 11/12/39       |                             |                       | Dunkerque                                                   | Halifax              | 17/12/39                         | Federal Reserve New York          | 100 tonnes                |
| Belgique       | 09/11/39       |                             |                       |                                                             | Bordeaux et Libourne | Début 1940                       | Bordeaux et Libourne              | 235 tonnes                |
| Toulon         | 15/01/40       |                             |                       | Tourville Aigle Vauban                                      | Beyrouth             | 25/01/40                         | Istanbul                          | 60 tonnes (15 Fce, 40 UK) |
| Toulon         | 07/03/40       | Gibraltar Madère            | 10/03/1940 14/03/1940 | Bretagne                                                    | Halifax              | 22/03/40                         | Federal Reserve New York          | 147 tonnes                |
| Oslo           | 19/04/40       | Åndalsnes Tromso            |                       | HMS Galatea HMS Glasgow HMS Enterprise                      | Greenock             | 30/04/1940 25/05/1940            | Londres                           | 50 tonnes                 |
| Toulon         | 19/05/40       | Casablanca Madère           | 23/05/1940 25/05/1940 | Béarn                                                       | Halifax              | 01/06/40                         | Federal Reserve New York          | 194 tonnes                |
| Brest          | 21/05/40       | Madère                      | 25/05/40              | Émile Bertin Jeanne d'Arc                                   | Halifax              | 01/06/40                         | Federal Reserve New York          | 224 tonnes                |
| Brest          | 02/06/40       | aucune                      |                       | SS Pasteur                                                  | Halifax              | 07/06/40                         | Royal Bank of Canada – Ottawa     | 213 tonnes                |
| Pauillac       | 03/06/40       | Casablanca                  | 06/06/40              | Vauban puis USS Vincennes                                   | New York             | 13/06/40                         | Federal Reserve New York          | 200 tonnes                |
| Brest          | 10/06/40       | Halifax                     | 18/06/40              | Émile Bertin                                                | Fort-de-France       | 24/06/40                         | Fort-de-France (puis fort Desaix) | 254 tonnes                |
| Brest          | 18/06/40       | Casablanca                  | 21/06/40              | Ville d'Oran Ville d'Alger El Djézaïr El Mansour El Kantara | Dakar                | 28/06/40                         | Maurétanie                        | 900 tonnes                |
| Lorient        | 18/06/40       | Casablanca                  | 23/06/40              | Victor Schœlcher                                            | Dakar                | 28/06/40                         | Maurétanie                        | 250 tonnes                |
| Le Verdon      | 22/06/40       |                             |                       | Geneviève puis Primauguet'                                  | Casablanca           | 25/06/40                         | Casablanca                        | 15 tonnes                 |
| Lorient        | ?              |                             |                       | Clairvoyant                                                 | Casablanca           | 24/06/40                         | Casablanca                        | 1 tonne                   |

## Conséquences à l'époque contemporaine
Certaines sources font un lien entre l'affaire Troadec et l'évacuation de l'or de la Banque de France. Le motif des meurtres serait une dispute à propos d'un « trésor », jamais retrouvé, constitué de lingots d'or tombés à l'eau dans le port de Brest lors du chargement du trésor de la Banque de France,,.

### Essais et articles
- Sauvez l'or de la Banque de France ! : l'incroyable périple, 1940-1945, Tristan Gaston-Breton, Cherche midi, 2002  (ISBN 2-7491-0045-3 et 978-2-7491-0045-6)
- Le sauvetage de l'or en 1940, article de Lucien Lamoureux, revue des Deux Mondes [lire en ligne (page consultée le 27/10/24)]
- Les grandes histoires navales de la Seconde Guerre mondiale : 1939-1945 : des marins au combat, Loïc Guermeur, Plon 2023  (ISBN 9782259317726)
- L’or à la dérive (ISBN 978-2-930627-78-6), Walter Pluym (sur le vol de 198 tonnes d’or belge par les nazis)[37]
- Un Port de la côte Est : Halifax en temps de guerre, 1939-1945[38]
- Le franc enchaîné. Histoire de la monnaie française pendant la guerre et l'Occupation, René Sédillot[39]
- Les secrets de l’or, Didier Bruneel, 2011[40].
- Halifax 1940 : port de transit pour l’or européen, par Marie de Lavigne-Aubery[11]
- Vichy aux Antilles et en Guyane : 1940-1943[20], Élisabeth LéoIn: Outre-mers, tome 91, n°342-343, 1er semestre 2004. Vichy et les colonies. pp. 145-174
- Capitaine de Frégate CAROFF, Les forces maritimes de l’Ouest, Service Historique de la Marine Nationale, 1954

### Documentaire
- 1940 : l'or de la France a disparu, film d'Olivier Hennegrave, Label image et France Télévisions 2012 ([lire en ligne (page consultée le 27/10/24)]

### Fiction
- BD L'Or de France de Tibéry, Lefebvre, Pécau (2 tomes : La croisière de l'Émile Bertin et 12 milliards sous les tropiques)
- Daniel Braud, L’Or de Brest (2021)  (ISBN 978-2368687390)
- Jean-Paul Le Denmat Il neigeait des cendres sur Brest, Ed. du Palémon, 2024  (ISBN 9782385270438)
- BD Comment faire fortune en juin 40 de Laurent Astier (Illustrateur), Fabien Nury (Auteur), Xavier Dorison (Auteur) scénario d'après Sous l'aile noire des rapaces de Pierre Siniac, Casterman 2015
- BD : L’or des Belges » (bande dessinée en 2 volumes) de Pierre Boisserie (Scénario), Philippe Guillaume (Scénario) & Stéphane Brangier (Dessin)